# Урі
Урі (нім. Uri, лат. Urania) — німецькомовний кантон на півдні центральної частини Швейцарії. Адміністративний центр — місто Альтдорф.